# Olivia Bailey
Pour les articles homonymes, voir Bailey.
Olivia Bailey, née en 1986 Reading, est une personnalité politique britannique du Parti travailliste. Elle est députée de Reading West and Mid Berkshire depuis 2024,.
Elle est présidente du réseau des femmes travaillistes, secrétaire générale adjointe de la Fabian Society et conseillère principale de Keir Starmer, avant de se présenter comme candidate au Parlement.

## Biographie

### Jeunesse
Olivia Bailey naît en 1986 à Reading, dans le Berkshire. Son père est policier et sa mère enseignante. Elle fréquente l'école Ranelagh à Bracknell.
Elle obtient en 2008 un Bachelor of Arts en histoire moderne et en politique au St Hilda's College d'Oxford. Elle est présidente nationale des étudiants travaillistes et responsable des femmes au sein de l'Union nationale des étudiants (NUS). En tant que membre de la NUS, elle créé l'engagement Vote for Students et publie la première étude nationale sur le harcèlement et les abus subis par les étudiantes.

### Carrière politique
Olivia Bailey se présente dans la circonscription de Reading West en 2017, mais n'est pas élue,,.
Elle est élue députée de Reading West and Mid Berkshire lors des élections générales de 2024, avec 35 % des voix.

### Vie personnelle
Olivia Bailey est lesbienne.  Elle vit avec son épouse et a deux enfants scolarisés dans le West Berkshire.